# 圣巴托洛梅乌 (博尔巴)
圣巴托洛梅乌是葡萄牙埃武拉区的一个堂区。总面积0.14平方公里，总人口932人，人口密度6517.5人/平方公里。